# Spilogona placida
Spilogona placida este o specie de muște din genul Spilogona, familia Muscidae. A fost descrisă pentru prima dată de Huckett în anul 1932. Conform Catalogue of Life specia Spilogona placida nu are subspecii cunoscute.